# Saleh Al-Buraiki
Saleh Al-Buraiki (27 febbraio 1977) è un ex calciatore kuwaitiano, di ruolo centrocampista.

## Carriera

### Club
Ha sempre giocato nel campionato kuwaitiano.

### Nazionale
È stato convocato per le Olimpiadi nel 2000 e per la Coppa d'Asia nel 2000 e nel 2004.